# 池受玟
池受玟（： Ji Su Min；1994年3月3日—），韓國女歌手、曾為女子組合SONAMOO成員之一，擔任隊長及副唱擔當。2014年12月29日以SONAMOO成員身分於韓國正式出道，發行首張迷你專輯《Deja Vu》。2019年9月23日，透過法律途徑欲向公司TS娛樂終止合約。

## 經歷

### 出道前
2011年，受玟、D.ana、宜珍、High.D及New Sun在Bang & Zelo的《Never Give Up》MV中客串。2012年受玟、旼宰、D.ana、宜珍在B.A.P的《STOP IT》MV中客串。宜珍在B.A.P的電視節目《Ta-Dah! It's B.A.P》EP4及EP8中出現。2013年，High.D在Untouchable迷你4輯收錄的《Keep In Touch》以本名到姬合唱。2014年，受玟、娜玹在電視劇《能看見鬼的警察處容》EP4中分別飾演叫鄭妍珠及朴澀琪的女學生。宜珍在Untouchable的《TAKE OUT》音樂節目現場中客串。受玟、娜玹在B.A.P的《1004》MV中客串。

## 影視作品

### 固定綜藝節目
| 2015年3月3日－2015年4月21日 | SBS MTV | 《SONAMOO的Pet House》 | 全員 | 共8集 |

| 2016年9月8日－至今 | Disney Junior | 《말랑말랑 도우랑》 | 受玟 | 兒童節目主持。官方影片 （页面存档备份，存于） |

## 外部鏈接
- 池受玟的X（前Twitter）
- 池受玟的Instagram帳戶